# Подзолистые почвы

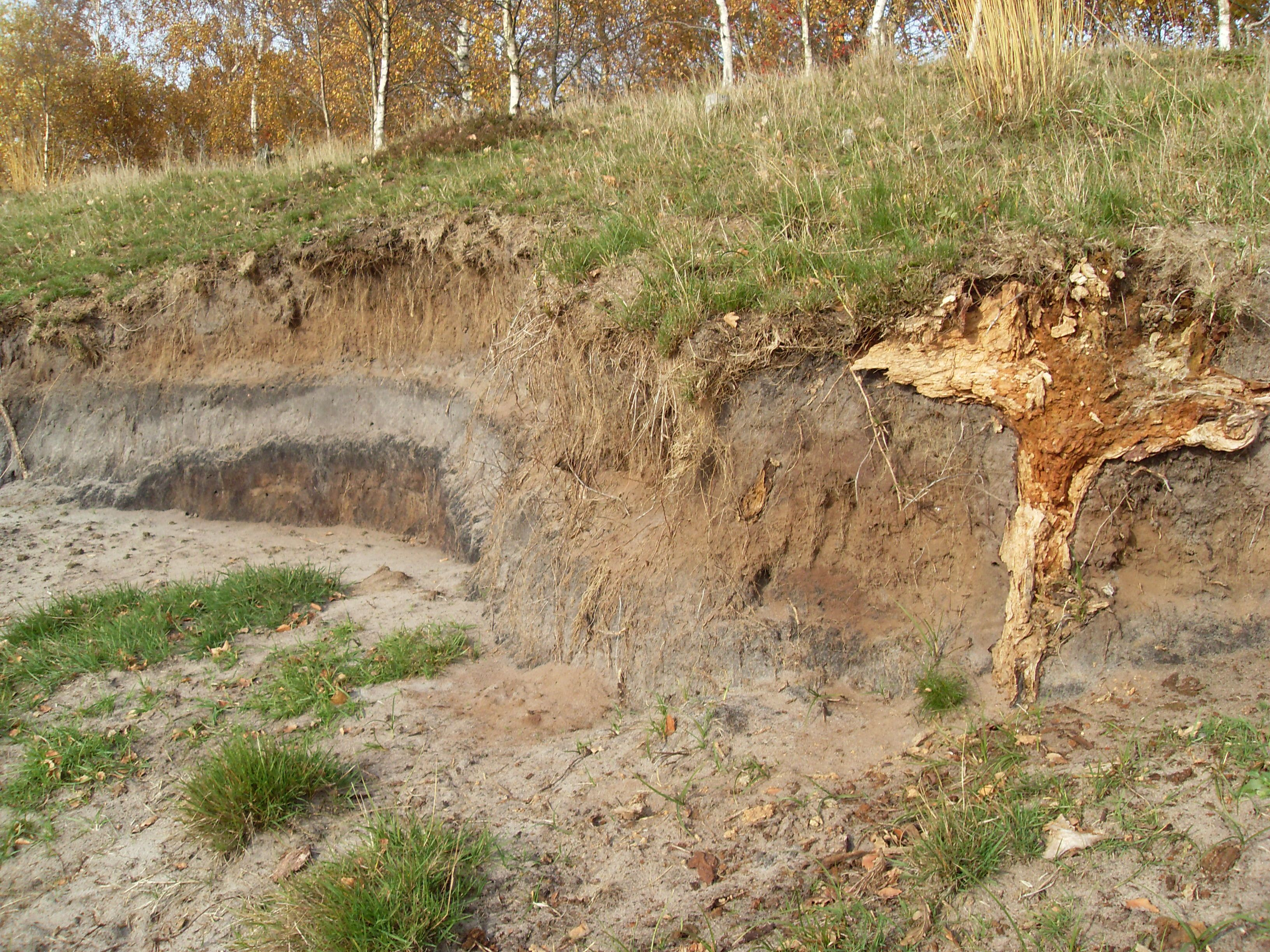
Подзолистые почвы

Распространение подзолистых почв

Подзо́листые по́чвы (подзо́л, устар. белозёмы) — типичные почвы хвойных, или северных («бореальных») лесов. Эти почвы формируются в холодных местностях с хорошим промывным режимом.
Подзолы также характерны для пустошей южной Австралии.

## Термин и история
Термин «подзол» был закреплён в науке В. В. Докучаевым, который изучал эти почвы с 1875 года. Он взят из народного лексикона Смоленской губернии, происходил от обычного для крестьян того региона опыта, при котором первая вспашка целины обнажает золоподобный слой почвы.
Впервые происхождением подзолистых почв заинтересовался минеролог А. Крылов (1873). В подзоле Могилёвской губернии им были найдены кремнистые тельца, как предположил исследователь, растительного происхождения.
В 1899 году В. В. Докучаев выделил почвы подзольной зоны:

Эта, таёжная, зона характеризуется, затем, массою болот и озёр, белыми почвами или, как их называет народ, «подзолами», «белунами». По своему составу, эти последние содержат до 85 % обыкновенной кремне-кислоты, и притом, б. ч., видимо, в аморфном состоянии; вследствие чего, типичный подзол является обыкновенно с физическими свойствами глин, а не песков, и с трудом пропускает через себя воздух и воду. Подзолы кислы и богаты закисью железа. Вообще, эти почвы очень бедны и для земледельческой культуры требуют постоянных и усиленных удобрений. … (белоземы или подзолы).

## Формирование почв
По современным представлениям, генезис подзолистых почв связан со следующими биогеохимическими условиями:
- обеднённость растительного опада азотом и зольными элементами;
- пониженные температуры и промывной водный режим;
- замедленность микробной деятельности, преобладание грибного кислотообразующего разложения;
- консервация лесного опада в виде подстилки, образование в ней и вымывание вниз по профилю водорастворимых фульвокислот и простых органических кислот.

## Строение и свойства
Подзолистые почвы представляют собой большую группу кислых сиаллитных элювиально-иллювиально-дифференциированных почв с профилем E-Bt, f, h, al, формирующихся в условиях промывного водного режима при сезонном промораживании на суглинистых моренах, покровных суглинках, суглинистых делювиальных и элювиально-делювиальных отложениях кислых пород. Для формирования почв характерно периодическое переувлажнение верхней части профиля весной при снеготаянии и осенью перед установкой снежного покрова.
Профиль конкретных почв Ad-A-E-B(t, h…)-С. При антропогенном изменении любые горизонты могут включаться в горизонт Ap (Ap-E-Bh-C).
- Ао — Лесная подстилка бурого цвета, состоит в основном из хвойного опада, остатков мха, часто оторфована, рыхлая, мощность 3-5 см;
- А₁А₂ — Гумусово-элювиальный горизонт, серовато-белёсый с тёмными пятнами, ясно различимы зёрна кварца, бесструктурный, мощность 5-10 см;
- А₂ — Подзолистый горизонт, пепельно-белёсый, тонкозернистый, уплотнён, бесструктурный, мощность 10-20 см и более, в нижележащий горизонт переходит глубокими потёками;
- В₁(Вh) — Иллювиальный горизонт, тёмно-жёлтого или буровато-жёлтого цвета, заметно уплотнён, бесструктурный. Возможно наличие бурых прослоек и пятен, обусловленных накоплением полуторных оксидов, гумуса, илистых частиц. Мощность 10-30 см, переход постепенный; Вh — обогащённый гумусом
- В₂ — Иллювиальный горизонт, жёлтый, слабо уплотнён, встречаются ортзанд, бесструктурный, мощность 30-50 см, переход постепенный;
- С — Почвообразующая порода часто с более или менее чётко выраженными признаками оглеенности. Цвет светло-жёлтый, с сизыми пятнами или сизовато-белёсый.

Неокультуренные подзолистые почвы малоплодородны, так как содержат 1-2 % фульватного гумуса в горизонте А₁ и часто лишь его следы в горизонте А₂. Они имеют кислую реакцию (рНКСl 4,0-4,5), низкую ёмкость поглощения (от 2,4 до 12-17 мг-экв/100 г почвы), степень насыщенности основаниями меньше 50 %, низкую обеспеченность элементами питания растений, неблагоприятные физические свойства.

## Классификация
В зависимости от строения профиля и характера почвообразующих пород подзолистые почвы делятся на роды:
- обычные
- остаточно-карбонатные;
- контактно-глеевые;
- иллювиально-железистые;
- иллювиально-гумусовые;
- слабо дифференцированные (неразвитые на дюнных песках) ;
- псевдофибровые (на глубоких, часто слоистых песках, характеризуются наличием тонких уплотнённых прослоек ржаво-охристого цвета, насыщенных оксидами железа).

По мощности элювиальной части профиля подзолистые почвы делятся на следующие виды:
- слабоподзолистые (поверхностно-подзолистые), нижняя граница горизонта А₂ на глубине менее 10 см;
- среднеподзолистые (мелкоподзолистые), нижняя граница горизонта А₂ на глубине 10-20 см;
- сильноподзолистые (неглубокоподзолистые), нижняя граница горизонта А₂ на глубине более 20 см.

Профиль подзолистых почв четко дифференцирован по гранулометрическому составу. Минимальное содержание ила и глинистых частиц приурочено к горизонту А₂.

## Сельскохозяйственное использование
Для вовлечения подзолистых почв в сельскохозяйственное использование необходимо известкование, внесение больших доз органических и минеральных удобрений, регулирование водного режима, создание мощного пахотного слоя. Эти мероприятия сопровождаются коренными изменениями всех почвенных режимов, а также и морфологических признаков, результатом чего становятся культурные подзолистые почвы.
Люпин узколистный (люпин голубой) наиболее скороспелый, он способен улучшать тяжёлые почвы и повышать эффективность кислых минеральных удобрений, в России его зачастую возделывают в качестве сидерата. К примеру, при сидеральном использовании люпина узколистного «Олигарх» запашка зелёной массы равноценна по эффективности 40 т/га навоза и заменяет 6 ц/га аммиачной селитры.
При выводе пашни из оборота, под лесными насаждениями верхняя часть пахотного слоя непосредственно под подстилкой превращается в подзолистый горизонт мощностью 5-7 см (вторичное оподзоливание пахотного горизонта).